# Дискография Fear Factory
Fear Factory (с англ. — «Фабрика страха») — американская метал-группа из Лос-Анджелеса.
Группа сформировалась в 1989 году и к сегодняшнему дню выпустила девять номерных альбомов, несколько мини-альбомов и сборников, а также больше двух десятков синглов. За время своей музыкальной карьеры, музыканты сумели выработать собственное оригинальное звучание, представляющее собой сочетание индастриал-метала и грув-метала. Их стиль оказал большое влияние на метал-сцену середины 90-х.

## Альбомы

### Студийные альбомы
| Название              | Детали                                                                                   | Позиции в чартах | Позиции в чартах | Позиции в чартах | Позиции в чартах | Позиции в чартах | Позиции в чартах | Позиции в чартах | Позиции в чартах | Позиции в чартах | Позиции в чартах | Сертификации                 |
| Название              | Детали                                                                                   | US               | AUS              | AUT              | BEL (FL)         | FIN              | FRA              | GER              | NLD              | SWE              | UK               | Сертификации                 |
| --------------------- | ---------------------------------------------------------------------------------------- | ---------------- | ---------------- | ---------------- | ---------------- | ---------------- | ---------------- | ---------------- | ---------------- | ---------------- | ---------------- | ---------------------------- |
| Soul of a New Machine | - Выпущен: 25 августа, 1992 - Лейбл: Roadrunner - Формат: CD, CS, digital download       | —                | —                | —                | —                | —                | —                | —                | —                | —                | —                |                              |
| Demanufacture         | - Выпущен: 13 июня, 1995 - Лейбл: Roadrunner - Формат: CD, CS, LP, цифровая дистрибуция  | —                | —                | —                | —                | —                | —                | 31               | 53               | —                | 27               | - ARIA: Gold - BPI: Platinum |
| Obsolete              | - Выпущен: 28 июля, 1998 - Лейбл: Roadrunner - Формат: CD, CS, digital download          | 77               | 14               | 24               | —                | 36               | 31               | 12               | 32               | 28               | 20               | - RIAA: Gold - ARIA: Gold    |
| Digimortal            | - Выпущен: 24 апреля, 2001 - Лейбл: Roadrunner - Формат: CD, LP, цифровая дистрибуция    | 32               | 10               | 26               | 45               | 25               | 40               | 11               | 60               | 31               | 24               |                              |
| Archetype             | - Выпущен: 20 апреля, 2004 - Лейбл: Roadrunner, Liquid 8 - Формат: CD, digital download  | 30               | 18               | 35               | 50               | 30               | 50               | 26               | 52               | 47               | 41               |                              |
| Transgression         | - Выпущен: 23 августа 2005 - Лейбл: Calvin - Формат: CD, цифровая дистрибуция            | 45               | 26               | 44               | 74               | 38               | 87               | 37               | 54               | 56               | 77               |                              |
| Mechanize             | - Выпущен: 5 февраля, 2010 - Лейбл: Candlelight - Формат: CD, цифровая дистрибуция       | 72               | 24               | 46               | —                | 31               | 198              | 31               | 87               | 51               | 133              |                              |
| The Industrialist     | - Выпущен: 5 июня, 2012 - Лейбл: Candlelight - Формат: CD, цифровая дистрибуция          | 38               | —                | 56               | —                | 23               | —                | 27               | —                | —                | 106              |                              |
| Genexus               | - Выпущен: 7 августа, 2015 - Лейбл: Nuclear Blast - Формат: CD, LP, цифровая дистрибуция | 37               | 15               | 25               | 35               | 25               | 55               | 17               | 34               | —                | 31               |                              |
| Aggression Continuum  | - Выпущен: 18 июня 2021 - Лейблl: Nuclear Blast - Формат: CD, LP, цифровая дистрибуция   | —                | 15               | 31               | 76               | —                | —                | 20               | —                | —                | 98               |                              |

### Сборники
| Название                                     | Детали                                                                           |
| -------------------------------------------- | -------------------------------------------------------------------------------- |
| Hatefiles                                    | - Выпущен: 8 апреля, 2003 - Лейбл: Roadrunner - Формат: CD                       |
| The Best of Fear Factory                     | - Выпущен: 11 сентября, 2006 - Лейбл: Roadrunner - Формат: CD                    |
| The Complete Roadrunner Collection 1992—2001 | - Выпущен: 9 ноября, 2012 - Лейбл: Roadrunner - Формат: CD, цифровая дистрибуция |

### Сборники ремиксов
| Название      | Детали                                                                             | Позиции в чартах | Позиции в чартах | Позиции в чартах | Позиции в чартах | Позиции в чартах | Позиции в чартах |
| Название      | Детали                                                                             | US               | AUS              | BEL (FL)         | GER              | NZ               | UK               |
| ------------- | ---------------------------------------------------------------------------------- | ---------------- | ---------------- | ---------------- | ---------------- | ---------------- | ---------------- |
| Remanufacture | - Выпущен: May 20, 1997 - Лейбл: Roadrunner - Формат: CD, CS, цифровая дистрибуция | 158              | 33               | 15               | 93               | 47               | 22               |

### DVD
| Название             | Детали                                                             |
| -------------------- | ------------------------------------------------------------------ |
| Digital Connectivity | - Выпущен: 18 декабря, 2001 - Лейбл: Roadrunner - Формат: DVD, VHS |

### Мини-альбомы
| Название                 | Детали                                                              |
| ------------------------ | ------------------------------------------------------------------- |
| Fear Is the Mindkiller   | - Выпущен: 14 апреля, 1993 - Лейбл: Roadrunner - Формат: CD, CS, LP |
| Burn                     | - Выпущен: 1997 - Лейбл: Roadrunner - Формат: CD, LP                |
| The Gabber Mixes         | - Выпущен: 1997 - Лейбл: Roadrunner - Формат: LP                    |
| Resurrection             | - Выпущен: 14 сентября, 1998 - Лейбл: Roadrunner - Формат: CD       |
| Live on the Sunset Strip | - Выпущен: 9 августа, 2005 - Лейбл: Calvin - Формат: CD             |

## Синглы
| Название                         | Год  | Позиции в чартах | Позиции в чартах | Позиции в чартах | Позиции в чартах | Альбом            |
| Название                         | Год  | US Sales         | US Alt.          | US Main. Rock    | UK               | Альбом            |
| -------------------------------- | ---- | ---------------- | ---------------- | ---------------- | ---------------- | ----------------- |
| "Replica"                        | 1995 | —                | —                | —                | —                | Demanufacture     |
| «Dog Day Sunrise»                | 1995 | —                | —                | —                | 99               | Demanufacture     |
| «Burn»                           | 1997 | —                | —                | —                | 97               | Remanufacture     |
| «Resurrection»                   | 1998 | —                | —                | —                | 98               | Obsolete          |
| «Shock»                          | 1998 | —                | —                | —                | —                | Obsolete          |
| «Cars»                           | 1999 | —                | 38               | 16               | 57               | Obsolete          |
| «Descent»                        | 1999 | —                | —                | 38               | —                | Obsolete          |
| «Linchpin»                       | 2001 | —                | —                | 31               | 85               | Digimortal        |
| «Invisible Wounds (Dark Bodies)» | 2001 | —                | —                | —                | —                | Digimortal        |
| «Sangre de Niños»                | 2002 | —                | —                | —                | —                | Concrete          |
| «Bite the Hand That Bleeds»      | 2004 | 47               | —                | —                | —                | Archetype         |
| «Supernova»                      | 2005 | —                | —                | —                | —                | Transgression     |
| «Powershifter»                   | 2009 | —                | —                | —                | —                | Mechanize         |
| «Fear Campaign»                  | 2010 | —                | —                | —                | —                | Mechanize         |
| «Final Exit»                     | 2010 | —                | —                | —                | —                | Mechanize         |
| «Recharger»                      | 2012 | —                | —                | —                | —                | The Industrialist |
| "New Messiah"                    | 2012 | —                | —                | —                | —                | The Industrialist |
| "The Industrialist"              | 2012 | —                | —                | —                | —                | The Industrialist |
| "Soul Hacker"                    | 2015 | —                | —                | —                | —                | Genexus           |
| "Protomech"                      | 2015 | —                | —                | —                | —                | Genexus           |
| "Dielectric"                     | 2015 | —                | —                | —                | —                | Genexus           |

## Клипы
| Название                    | Год  | Режиссёр                     |
| --------------------------- | ---- | ---------------------------- |
| «Replica»                   | 1995 | Bill Ward                    |
| «Resurrection»              | 1999 | William Morrison             |
| «Cars»                      | 1999 | William Morrison             |
| «Linchpin»                  | 2002 | Thomas Mignone               |
| «Cyberwaste»                | 2004 | Dale Resteghini              |
| «Archetype»                 | 2004 | Cesario Montano              |
| «Bite the Hand That Bleeds» | 2004 | Eric Chase                   |
| «Transgression»             | 2006 | Michael Sarna                |
| «Moment of Impact»          | 2006 | Michael Sarna                |
| «Fear Campaign»             | 2010 | Ian McFarland and Mike Pecci |
| «Powershifter»              | 2010 | Myles Dyer                   |
| «The Industrialist»         | 2012 | James Zahn                   |
| "Dielectric"                | 2015 | Ramon Boutsiveth             |
| "Expiration Date"           | 2016 | Tommy Jons                   |